# Il mio scopo è la vendetta
Il mio scopo è la vendetta (Search and Destroy) è un film canadese del 1979 diretto da William Freut.

## Trama
Alcuni veterani della guerra in Vietnam vengono misteriosamente uccisi e il loro ex colonnello Kip Moore, visto che la Polizia brancola nel buio, decide di dare la caccia al killer.